# Guðrún Lárusdóttir

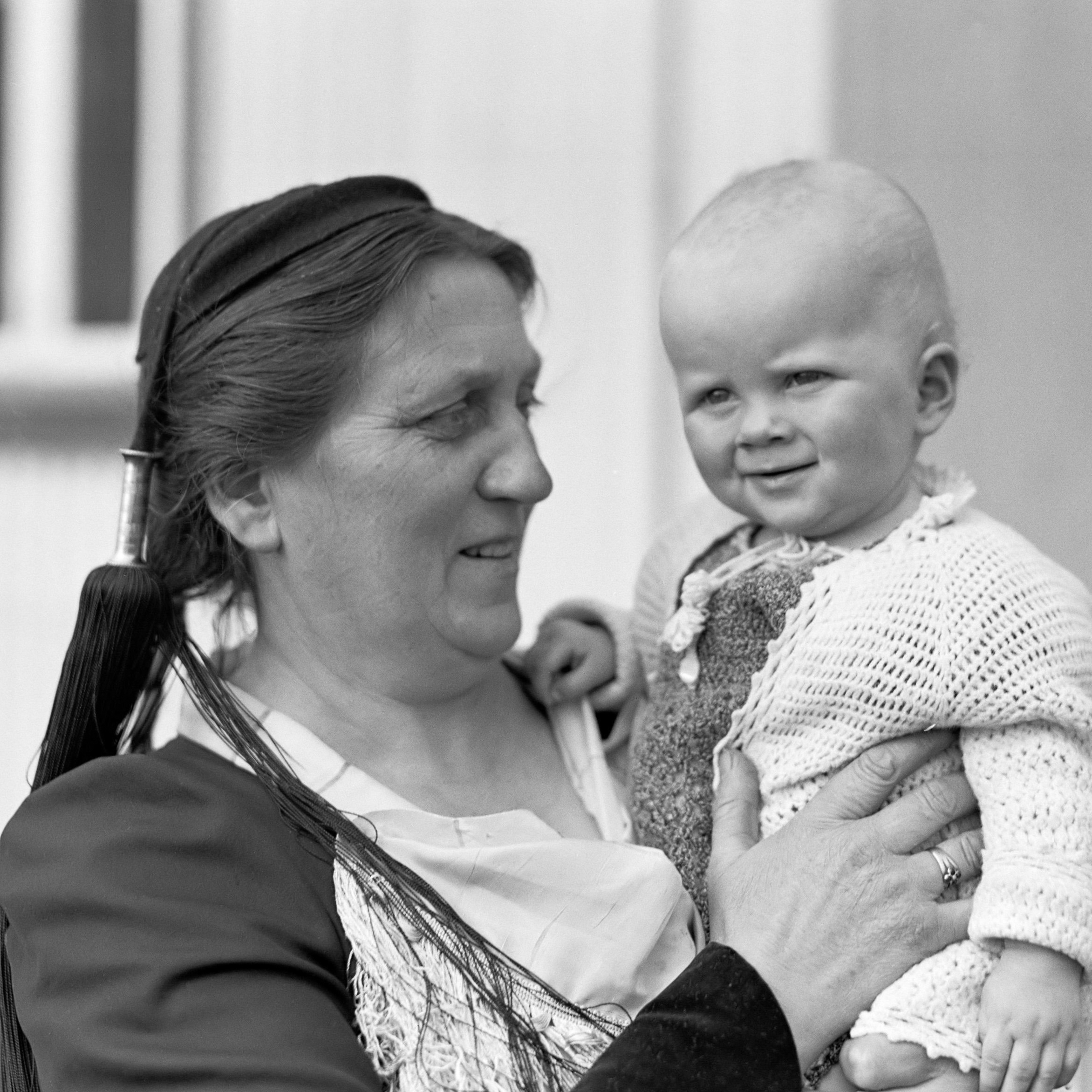
Guðrún mit ihrer ältesten Enkeltochter (1934)

Guðrún Lárusdóttir (* 8. Januar 1880 in Fljótsdalur; † 20. August 1938, ertrunken im Tungufljót) war eine isländische Politikerin, Schriftstellerin und Übersetzerin. Sie war Mitglied des isländischen Parlaments Althing.

## Biographie
Guðrún war die Tochter von Kirstín Katrín Pétursdóttir Guðjohnsen (1850–1940) und des Geistlichen und Abgeordneten Lárus Halldórsson (1851–1908). Sie war das dritte von sechs Geschwistern, von denen die beiden ältesten Kinder im Säuglingsalter starben. Sie wandte sich früh dem Schreiben zu und begann als Jugendliche, eine handgeschriebene Zeitschrift namens Mínerva zu veröffentlichen, die in wenigen Exemplaren auf Bauernhöfen auf dem Land kursierte. Ihre Themen waren Abstinenz, Frauenrechte und Rechte im Allgemeinen. Sie wäre gerne Pastorin geworden, was ihr als Frau aber verwehrt war. Auf Anregung ihres Vaters begann sie mit dem Übersetzen aus fremden Sprachen: Die ersten von ihr übersetzten Geschichten sind wahrscheinlich in der Monatszeitschrift für Frauen Framsókn erschienen, die kurz vor der Jahrhundertwende von Sigríður Þorsteinsdóttir und Ingibjörg Skaptadóttir in Seyðisfjörður herausgegeben wurde. 1901 fertigte sie eine Übersetzung von Harriet Beecher Stowes Onkel Toms Hütte an, die im Isländischen den Titel Tómas frændi („Onkel Thomas“) trägt. Zwischen 1903 und 1905 veröffentlichte Guðrún ihren ersten Roman, eine Trilogie mit dem Titel Ljós og skuggar („Licht und Schatten“).
1885 zog die Familie nach Reyðarfjörður, wo Guðrúns Vater Pastor der Freikirchengemeinde wurde, und 1899 nach Reykjavík. 1902 heiratete Guðrún den Priester, Lehrer und Journalisten Sigurbjörn Ástvaldur Gíslason (1876–1969). Sie bekamen zehn Kinder, von denen drei im Kindesalter starben.
Guðrún war in zahlreichen Vereinen aktiv. Von 1912 bis 1918 saß sie im Stadtrat von Reykjavík und gehörte dort dem Schulausschuss an. Von 1912 bis 1923 sowie erneut von 1930 bis zu ihrem Lebensende war sie Armutsbeauftragte in Reykjavík. 1930 wurde sie für die Unabhängigkeitspartei erstmals in das Althing gewählt, dem sie bis zu ihrem Tod angehörte; sie war damit die zweite Frau im Land nach Ingibjörg H. Bjarnason, die Abgeordnete im Landesparlament wurde. Im Althing setzte sie sich vor allem für verschiedene humanitäre Anliegen ein, wie die Einrichtung eines Pflegeheims für benachteiligte Kinder und Jugendliche sowie einer „Irrenanstalt“ und eines Heimes für Alkoholiker.
Am 20. August 1938 kam Guðrún im Alter von 58 Jahren bei einem Verkehrsunfall ums Leben. Sie war in Begleitung ihres Mannes und zwei ihrer Töchter, als das Auto, in dem sie unterwegs waren, nahe Biskupstungur in den Fluss Tungufljót stürzte. Sie und ihre beiden Töchter Guðrún und Sigrún ertranken, ihr Mann und der Fahrer überlebten das Unglück.

## Diverses
Um die Jahrhundertwende hielt sich Sigurbjörn Á. Gíslason in Kopenhagen auf, während sich Guðrún in Reykjavík befand. Im Dezember des Jahres 1900 bat Guðrún Sigurbjörn, ihr einen langen Brief zu schicken. Daraufhin sandte er ihr einen Brief, den er aus mehreren zusammengeklebt hatte, sodass er vier Meter lang war. Sigurbjörn schrieb, der Brief sei lang genug, um sie zu „umarmen“, weil er das nicht selber tun könne. Der Brief, der als „längster isländischer Liebesbrief“ gilt, ist auf dünnem Papier dicht geschrieben und in mehreren Sprachen verfasst. Er befindet sich in der Sammlung für Frauengeschichte in der National- und Universitätsbibliothek Islands. Guðrún und Sigurbjörn hinterließen mehr als 240 Briefe; die letzten stammen aus dem Jahr 1933. Sie werden ebenso wie die wenigen Ausgaben der Zeitschrift Mínerva in der Bibliothek aufbewahrt. Von Mai bis November 2018 war in der Nationalbibliothek eine Ausstellung zu ihrer Person zu sehen.
1990 gab die isländische Post eine Briefmarke mit Guðrúns Konterfei heraus.
Ein Sohn der Eheleute war Lárus Sigurbjörnsson (1903–1974), Archivar der Stadt Reykjavík, dessen reichhaltige Sammlung zur isländischen Theatergeschichte 1995 von seinen Kindern der National- und Universitätsbibliothek übergeben wurde. Er engagierte sich für die Einrichtung des Freilichtmuseums Arbaejarsafn, dessen erster Direktor er 1957 wurde. Sein jüngerer Bruder Gísli Sigurbjörnsson (1907–1994) gründete in Reykjavik das Alten- und Pflegeheim Grund, das bis heute von Mitgliedern der Familie geführt wird. Zudem war er einer der Gründer der isländischen Krebsgesellschaft und einige Jahre lang Vorsitzender des Fußballklubs Víkingur Reykjavík.
2002 schenkten Nachkommen von Guðrún und Sigurbjörn anlässlich des 100. Hochzeitstages des Paares der Kirche von Þingvellir eine neue Brautpaarbank. In dieser Kirche hatten die beiden am 27. Juni 1902 geheiratet. Die Spende stammt aus einem Gedenkfonds, der anlässlich von Guðrúns Tod am 20. August 1938 gegründet worden war.